# Nyandabwe
Nyandabwe är ett periodiskt vattendrag i Burundi.   Det ligger i provinsen Kirundo, i den norra delen av landet, 140 km nordost om huvudstaden Bujumbura.
Omgivningarna runt Nyandabwe är en mosaik av jordbruksmark och naturlig växtlighet. Runt Nyandabwe är det ganska tätbefolkat, med 248 invånare per kvadratkilometer.